# Olyra kempi
Olyra kempi е вид лъчеперка от семейство Olyridae.

## Разпространение
Видът е разпространен в Индия (Аруначал Прадеш, Асам, Дарджилинг, Западна Бенгалия и Манипур).